# Вен (кантон)
Вен (фр. Veynes) — кантон во Франции, находится в регионе Прованс — Альпы — Лазурный Берег, департамент Верхние Альпы. Входит в состав округа Гап.
Код INSEE кантона — 0524. Всего в кантон Вен входит 8 коммун, из них главной коммуной является Вен.

## Коммуны кантона
| Коммуна        | Население, чел. (1999) | Почтовый индекс | Код INSEE |
| -------------- | ---------------------- | --------------- | --------- |
| Вен            | 3 093                  | 05400           | 05179     |
| Ле-Се          | 79                     | 05400           | 05158     |
| Монмор         | 423                    | 05400           | 05087     |
| Оз             | 65                     | 05400           | 05099     |
| Сент-Обан-д’Оз | 67                     | 05400           | 05131     |
| Фюрмейе        | 154                    | 05400           | 05060     |
| Шабестан       | 126                    | 05400           | 05028     |
| Шатонёф-д’Оз   | 14                     | 05400           | 05035     |

## Население
Население кантона на 2007 год составляло 4 214 человека.
| 1962  | 1968  | 1975  | 1982  | 1990  | 1999  | 2006 | 2007  | 2008 |
| ----- | ----- | ----- | ----- | ----- | ----- | ---- | ----- | ---- |
| 4 038 | 4 308 | 3 963 | 3 919 | 3 921 | 4 021 | —    | 4 214 | —    |